# Форт Франсес (Онтарио)
Форт Франсес (енгл. Fort Frances) је градић у Канади у покрајини Онтарио. Према резултатима пописа 2011. у граду је живело 7.952 становника.

## Становништво
Према резултатима пописа становништва из 2011. у граду је живело 7.952 становника, што је за 1,9% мање у односу на попис из 2006. када је регистровано 8.103 житеља.
| 2006. | 2011. |
| ----- | ----- |
| 8.103 | 7.952 |